# Learner Tien
Learner Tien, né le 2 décembre 2005 à Irvine en Californie, est un joueur de tennis américain, professionnel depuis 2023.

## Biographie
Fils de migrants vietnamiens, son père est avocat et sa mère professeur des écoles. À l'âge de 10 ans, Learner Tien intègre le programme de développement de la Fédération américaine de tennis. Il s'entraîne à la Tier 1 Performance avec Eric Diaz et Jay Levitt.

## Carrière

### Débuts
En 2022 et 2023, Learner Tien remporte le championnat national USTA des moins de 18 ans qui lui octroie une invitation pour l'US Open. Lors de sa première participation, il devient à 16 ans le plus jeune joueur à disputer le tournoi depuis Donald Young en 2005.
Pour sa dernière saison sur le circuit ITF Junior en 2023, il est finaliste de l'Open d'Australie face à Alexander Blockx (6-1, 2-6, 7-69) et remporte le double avec Cooper Williams contre Blockx et Fonseca. Il atteint aussi les demi-finales à Roland-Garros et la finale de l'US Open où il est battu par le Brésilien João Fonseca. Il fréquente brièvement l'université de Californie du Sud puis passe professionnel au début de l'été, gagnant trois tournois Futures cette année-là.
Entre les mois de mai et juillet 2024, il signe une série de 28 succès consécutifs, s'imposant quatre fois en ITF et une fois en Challenger à Bloomfield Hills. Issu des qualifications, il parvient en quart de finale du tournoi ATP de Winston-Salem. De nouveau invité à l'US Open, il cède face à Arthur Fils (6-4, 3-6, 6-1, 6-2). Il continue sa progression au niveau Challenger et obtient deux titres à Las Vegas et Fairfield ainsi qu'une finale à Knoxville. Qualifié pour le Masters Next Gen, il y atteint la finale où il est dominé par João Fonseca.

### 2025: premières victoires sur des tops 10 et 1/8eà l'Open d'Australie, top 100
Lors de l'Open d'Australie, alors qu'il est issu des qualifications, Il élimine en cinq manches l'Argentin Camilo Ugo Carabelli (4-6, 7-63, 6-3, 5-7, 6-4) pour sa première victoire en Grand Chelem. Puis il réalise l'exploit en éliminant le finaliste de l'année passée Daniil Medvedev, numéro cinq mondial (6-3, 7-64, 68-7, 1-6, 7-67), ce qui constitue sa première victoire contre un Top 10 au 2e tour. Il enchaîne avec un nouveau succès au troisième tour contre le Français Corentin Moutet (7-610, 6-3, 6-3) puis s'incline en huitièmes de finale contre l'Italien Lorenzo Sonego (3-6, 2-6, 6-3, 1-6) à qui il laisse l'occasion de découvrir pour la première fois de sa carrière les quarts de finale. Grâce à ce parcours, il entre dans le top 100, et même à la 80e place. 
À Delray Beach il ne passe qu'un tour. Ensuite, il élimine Federico Agustin Gomez et l'ex top 30 Dušan Lajović afin d'intégrer le tableau principal d'Acapulco. Il hérite d'un tableau piège avec l'ex top 10 Cameron Norrie au premier tour. Il balaie celui ci en deux sets (7-63, 6-3). Il réalise ensuite l'exploit d'éliminer le numéro 2 mondial en deux sets, Alexander Zverev (6-3, 6-4). Tomáš Macháč l'élimine en deux sets (6-3, 7-5).
Il doit ensuite attendre le tounoi de Majorque pour de nouveau atteindre les quarts de finale où il échoue. À Washington, il passe le premier tour face àEmilio Nava (6-1 6-4), puis il réalise l'explois d'éliminer le numéro 10 mondial,Andrey Rublev (7-5 6-2). Il perd ensuite sur un double 6-2 face à lejandro Davidovich Fokina.

## Palmarès

### Finale en simple
| No | Date       | Nom et lieu du tournoi       | Catégorie       | Dotation    | Surface    | Vainqueur    | Score               |  |
| -- | ---------- | ---------------------------- | --------------- | ----------- | ---------- | ------------ | ------------------- |  |
| -  | 18-12-2024 | Next Gen ATP Finals, Djeddah | Next Gen Finals | 2 050 000 $ | Dur (int.) | João Fonseca | 2-4, 4-38, 4-0, 4-2 |  |

## Parcours dans les tournois duGrand Chelem

### En simple
| Année | Open d'Australie | Open d'Australie | Internationaux de France | Internationaux de France | Wimbledon      | Wimbledon     | US Open         | US Open        |
| ----- | ---------------- | ---------------- | ------------------------ | ------------------------ | -------------- | ------------- | --------------- | -------------- |
| 2022  | —                | —                | —                        | —                        | —              | —             | 1er tour (1/64) | M. Kecmanović  |
| 2023  | —                | —                | —                        | —                        | —              | —             | 1er tour (1/64) | Frances Tiafoe |
| 2024  | —                | —                | —                        | —                        | —              | —             | 1er tour (1/64) | Arthur Fils    |
| 2025  | 1/8 de finale    | Lorenzo Sonego   | 1er tour (1/64)          | Alexander Zverev         | 2e tour (1/32) | Nicolás Jarry |                 |                |

N.B. : à droite du résultat se trouve le nom de l'ultime adversaire.

## Parcours dans lesMasters 1000
| Année | Indian Wells       | Miami               | Monte-Carlo | Madrid | Rome              | Canada                     | Cincinnati        | Shanghai | Paris |
| ----- | ------------------ | ------------------- | ----------- | ------ | ----------------- | -------------------------- | ----------------- | -------- | ----- |
| 2025  | 1er tour M. Navone | 1er tour J. Fonseca | —           | —      | 2e tour T. Macháč | 1/8 de finale A. Michelsen | 2e tour A. Rublev |          |       |

N.B. : sous le résultat se trouve le nom de l’ultime adversaire.

## Victoires sur le top 10
Toutes ses victoires sur des joueurs classés dans le top 10 de l'ATP lors de la rencontre.
| Légende      |
| Grand Chelem |
| Masters      |
| Masters 1000 |
| 500 Series   |
| 250 Series   |
| Coupe Davis  |

| # | L.T.   | Tournoi          | Année | Surface | Adversaire       | Rang  | Tour | Score                      |
| - | ------ | ---------------- | ----- | ------- | ---------------- | ----- | ---- | -------------------------- |
| 1 | no 121 | Open d'Australie | 2025  | Dur     | Daniil Medvedev  | no 5  | 1/32 | 6-3, 7-64, 68-7, 1-6, 7-67 |
| 2 | no 83  | Acapulco         | 2025  | Dur     | Alexander Zverev | no 2  | 1/8  | 6-3, 6-4                   |
| 3 | no 67  | Majorque         | 2025  | Gazon   | Ben Shelton      | no 10 | 1/8  | 6-4, 7-62                  |
| 4 | no 67  | Washington       | 2025  | Dur     | Andrey Rublev    | no 10 | 1/16 | 7-5, 6-2                   |

## Classements ATP en fin de saison
| Année          | 2022 | 2023 | 2024 |
| Rang en simple | 861  | 450  | 122  |
| Rang en double | 1114 | 927  | 1435 |

Source : (en) Classements de Learner Tien sur le site officiel de la Fédération internationale de tennis